# Mulo Francel

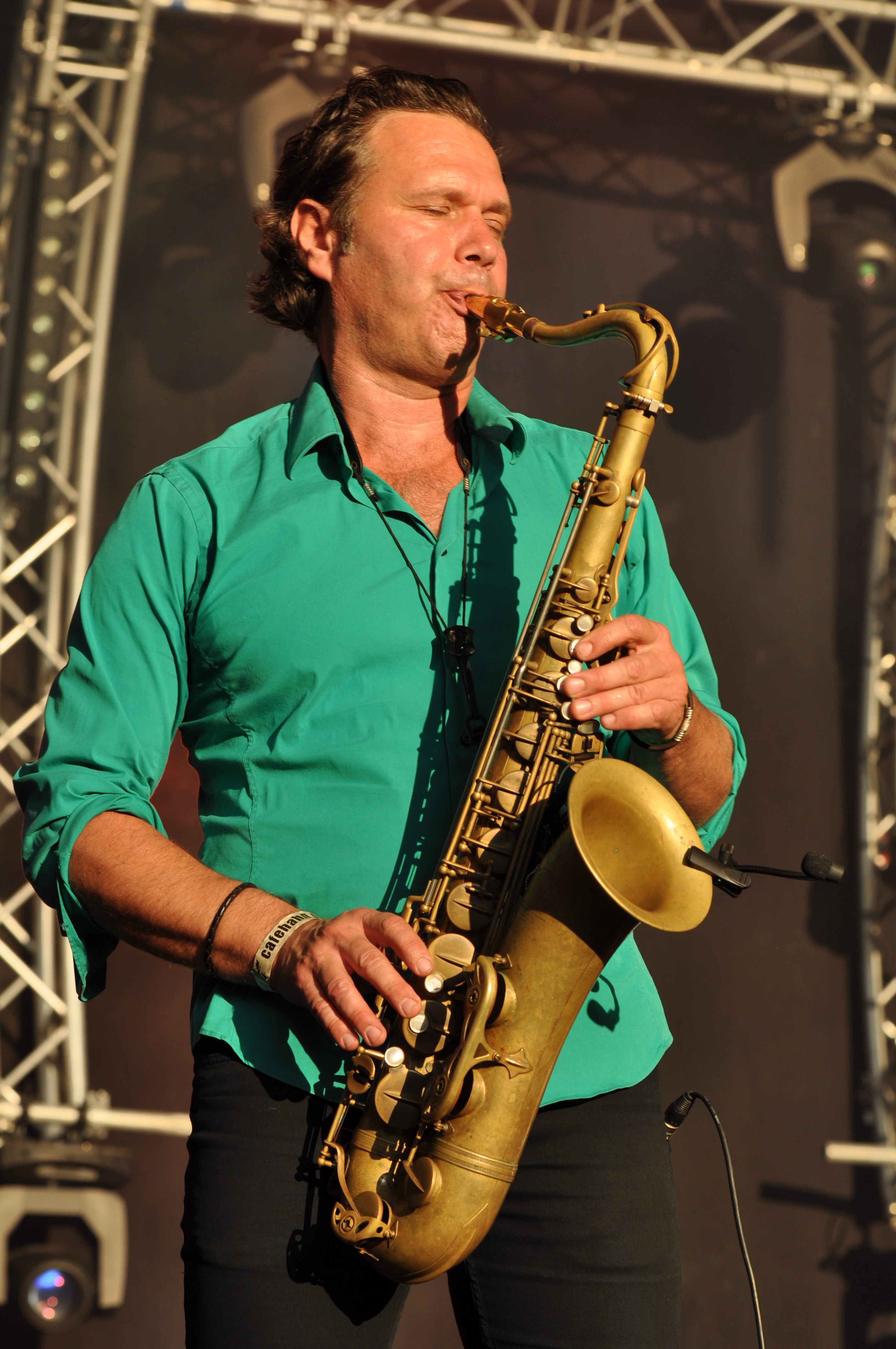
Mulo Francel beim Festival Horizonte (2014)

Mulo Francel (zunächst auch: Mulo Franzl; * 21. September 1967 in München) ist ein deutscher Saxophonist und Filmkomponist, der in Jazz, Klassik und Weltmusik tätig ist.

## Leben und Wirken
Francel wuchs am Chiemsee auf. In früher Jugend holte er sich Platten aus der Jazz-Sammlung seines früh verstorbenen Vaters ins Kinderzimmer und spielte zu dieser Musik Gitarre. Mit 16 Jahren kaufte er ein Saxophon, das er als Autodidakt lernte. Er studierte zunächst Linguistik, brach das Studium aber ab, um Musiker zu werden. Mit Lisa Wahlandt gründete er die Gruppe Mind Games, die mit Claudio Roditi ihr Debütalbum einspielte; mit dem zweiten Album Mind Games Plays the Music of Stan Getz and Astrud Gilberto erreichte die Gruppe Platz 1 der Jazz-Charts in Singapur.
Parallel spielte er seit 1996 im Quartett Quadro Nuevo, das mit seinen Tonträgern sehr erfolgreich war und mehrfach mit dem German Jazz Award und dem europäischen Impala-Preis ausgezeichnet wurde. Darüber hinaus produzierte Quadro Nuevo unter Francels Federführung Hörbücher. Auch mit Formationen wie Tango Lyrico, Mulo Francel & Friends oder dem Trio Blasirello war er international auf Konzerttournee.
Daneben hat Francel auch mehrere Alben unter eigenem Namen veröffentlicht, etwa 2014 das Album The Sax & the Sea, in dem er ohne weitere Begleitung direkt am Wasser aufgenommen wurde. Seit 2013 bestieg er gemeinsam mit Quadro Nuveo sowie anderen befreundeten Musikern Berge, um dort in der Natur sein Album Mountain Melody (2021) einzuspielen. Sein Album The Melody Sax ist dem C-Melody-Saxophon gewidmet. Als Solist spielte er ferner mit dem Münchner Rundfunkorchester, dem NDR-Orchester, dem Deutschen Filmorchester Babelsberg, den Echoes of Swing und dem Ensemble Resonanz. Darüber hinaus schrieb er zahlreiche Kompositionen, auch für den Film.

## Preise und Auszeichnungen
Francel erhielt den Kulturpreis der Stadt Rosenheim. Mit Quadro Nuevo wurde ihm zweimal der Echo Jazz verliehen. Außerdem erhielt er zweimal gemeinsam mit Evelyn Huber aufgrund der guten Verkäufe den German Jazz Award der deutschen Musikindustrie in Gold für die Alben Tango Lyrico und Songs of Spices.

## Diskographische Hinweise
- Mulo Francel & Evelyn Huber: Rendezvous (1998)[1]
- Lisa Wahlandt & Mulo Francel: Bossa Nova Affair (GLM, 2002)[6]
- Escape feat. David Gazarov (GLM, 2012, mit Sven Faller, Robert Kainar)
- The Sax & the Sea (GLM, 2014)
- Mocca Swing (Act, 2017, mit David Gazarov, Sven Faller, Robert Kainar bzw. dem Münchner Rundfunkorchester unter Leitung von Enrique Ungarte)
- Mulo Francel, Chris Gall: Mythos (GLM 2019)
- Paulo Morello, Mulo Francel, Sven Faller: Living Is Easy, Mostly (GLM 2022)
- Mulo Francel, Rami Attallah Group: Global Players (GLM 2025)[7]